# Stockholms stads militärkårs församling
Stockholms stads militärkårs församling var en församling  i nuvarande Stockholms stift i nuvarande Stockholms kommun. Församlingen upplöstes 1875.

## Administrativ historik
Församlingen bildades 1835 och upplöstes 1875.